# Miquel Gelabert i Roura
Miquel Gelabert i Roura   (Barcelona, 6 de febrer de 1998) és un pilot de trial català que competeix des del 2015 en la categoria màxima del Campionat d'Espanya i des del 2016 en el Campionat del món. Ha estat subcampió del món júnior (2015) i Campió d'Europa de trial absolut (2016), a més de campió de França (2024), campió d'Espanya en categoria TR2 (2014) i dues vegades Campió de Catalunya.
Gelabert viu a Sant Esteve de Llémena, al municipi garrotxí de Sant Aniol de Finestres, prop de Granollers de Rocacorba. El seu germà petit, Aniol Gelabert, també és un pilot de trial de renom.

## Trajectòria esportiva
Miquel Gelabert començà a practicar el trial de ben petit. El 2006, a 8 anys, disputà la seva primera prova a Sant Jaume de Llierca, prop del seu domicili a la Garrotxa. Des d'aleshores, anà competint regularment en les categories inferiors del Campionat de Catalunya fins que hi aconseguí el seu primer títol el 2012, concretament en categoria Màster 125. El 2013 repetí el títol, aquest cop en la categoria absoluta.
La temporada de 2014 fou subcampió de Catalunya absolut i campió d'Espanya en categoria TR2. Alhora, disputà el Campionat del Món de trial júnior (conegut com a World Cup), amb el resultat de la vuitena posició final. L'any següent, 2015, estigué a punt de guanyar aquest títol però s'hagué de conformar amb el subcampionat, ja que després de mantenir el liderat durant bona part de la temporada, acabà empatant a punts amb l'occità Quentin Carles de Caudemberg i aquest fou finalment el campió, un cop desfet l'empat en funció dels millors resultats obtinguts al campionat.

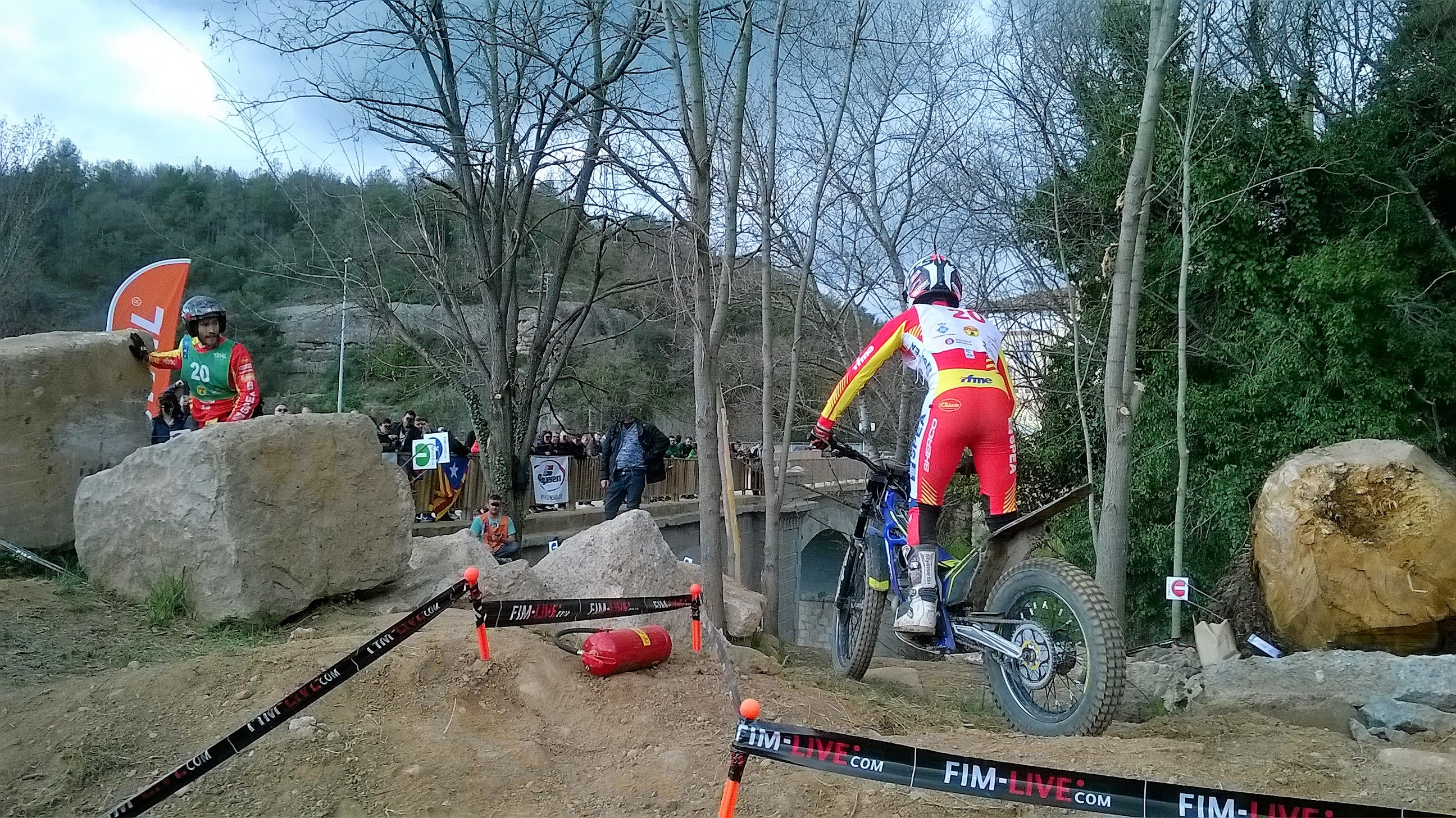
Gelabert amb la Sherco el 2016

El 2016, dominà amb autoritat el Campionat d'Europa absolut amb tres victòries i tres segons llocs, gràcies als quals aconseguí el títol de campió, esdevenint el tretzè català a fer-ho i el primer en nou anys, després del triomf de Dani Gibert el 2007. Gelabert va començar guanyant la primera prova a Pietramurata (Itàlia) i va ser segon a les següents tres jornades: la doble de Bréal-sous-Montfort (Bretanya) i el primer dia a Březová (República Txeca). El segon dia d'aquesta prova va tornar guanyar i a la prova final, disputada a Grossheubach (Alemanya), repetí triomf. El títol europeu guanyat per Miquel Gelabert era el segon aconseguit per Sherco en aquest campionat, després que Josep Manzano guanyés el del 2001.
El mateix any que guanyà el campionat europeu, 2016, Gelabert debutà al mundial i gràcies a la seva desena posició final hi aconseguí el premi al Rookie (debutant) de l'any.
El desembre de 2022 anuncià la seva retirada del trial professional, tot i que el 2023 va competir amb una Vertigo privada. El 2024, la marca el va fitxar com a pilot oficial.

## Palmarès
A 31 de desembre de 2024
| Any          | Motocicleta     | C. del Món | C. d'Espanya  | C. de Catalunya | Altres           |
| ------------ | --------------- | ---------- | ------------- | --------------- | ---------------- |
| 2008         | Gas Gas         | -          | 5è Juvenil 80 | 15è Base        |                  |
| 2009         | Gas Gas         | -          | 2n Juvenil 80 | 9è Promo 125    |                  |
| 2010         | Gas Gas         | -          | 12è Cadet     | 4t Cadet        |                  |
| 2011         | Gas Gas         | -          | 2n Cadet      | 3r Cadet        |                  |
| 2012         | Sherco          | -          | 5è Júnior     | 1r Màster 125   |                  |
| 2013         | Sherco          | -          | 5è TR2        | 1r              |                  |
| 2014         | Sherco          | -          | 1r TR2        | 2n              | 8è World Cup     |
| 2015         | Sherco          | -          | 7è            | 11è             | 2n World Cup     |
| 2016         | Sherco          | 10è        | 7è            | -               | Campió d'Europa  |
| 2017         | Sherco          | 11è        | 6è            | -               |                  |
| 2018         | Sherco          | 9è         | 6è            | -               |                  |
| 2019         | Sherco/Vertigo  | 8è         | 4t            | -               |                  |
| 2020         | Vertigo/Gas Gas | 8è         | 5è            | -               |                  |
| 2021         | Gas Gas         | 5è         | 2n            | -               |                  |
| 2022         | Gas Gas         | 7è         | 4t            | -               |                  |
| 2023         | Vertigo         | 9è         | 10è           | -               |                  |
| 2024         | Vertigo         | 7è         | -             | -               | Campió de França |
| Total títols | Total títols    | 0          | 1             | 2               | 2                |

1. ↑  Al total de títols s'hi compten tots els campionats nacionals, estatals o internacionals guanyats